# Hermandad Penitencial de Nuestro Señor Jesús Luz y Vida (Zamora)
La Hermandad Penitencial de Nuestro Señor Jesús de Luz y Vida es una cofradía católica de la ciudad de Zamora que desfila en su Semana Santa, concretamente el Sábado de Pasión.

## Historia

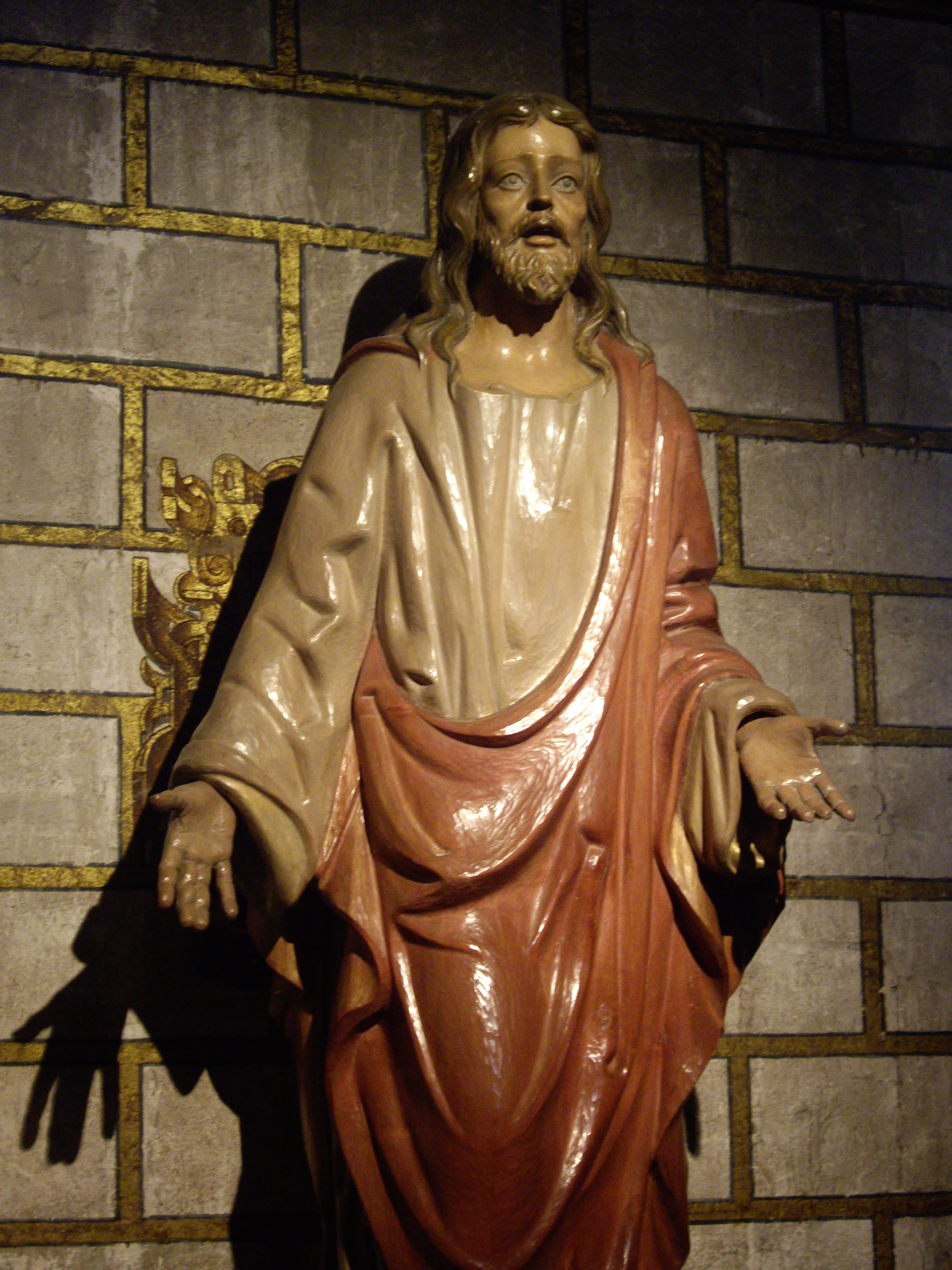
La imagen titular: Jesús, Luz y Vida

La Hermandad fue aprobada canónicamente en 1988 y desfiló por primera vez el 11 de marzo de 1989. Actualmente -año 2018- tiene unos 700 hermanos.

## Imagen
Imagen tallada en madera de tilo, obra del escultor zamorano Hipólito Pérez Calvo. Representa a Jesús implorando al Padre para que la Resurrección se produzca. Es portada a hombros por 50 hermanos de carga en un trono con andas externas.
Durante el año la imagen se venera en la Capilla de San Nicolás de la catedral de Zamora.

## Hábito
Los hermanos, sin distinción de sexo, visten una túnica de color hueso en una sola pieza, estilo cisterciense; portan un farol eléctrico. Además llevan un escapulario con el anagrama de la Hermandad colgado del cuello.

## Procesión
Sale a las 20:30 el Sábado de Pasión, tras la celebración de la Eucaristía en la catedral, procesionando hasta el cementerio donde se efectúa un acto de Oración y Ofrenda -en el que participan representantes de todas las Hermandades o Cofradías- por los difuntos.Además, participa en la Solemne Vigilia Pascual en la noche del Sábado Santo que se celebra en la Santa Iglesia Catedral, sede de esta Hermandad Penitencial.

## Galería

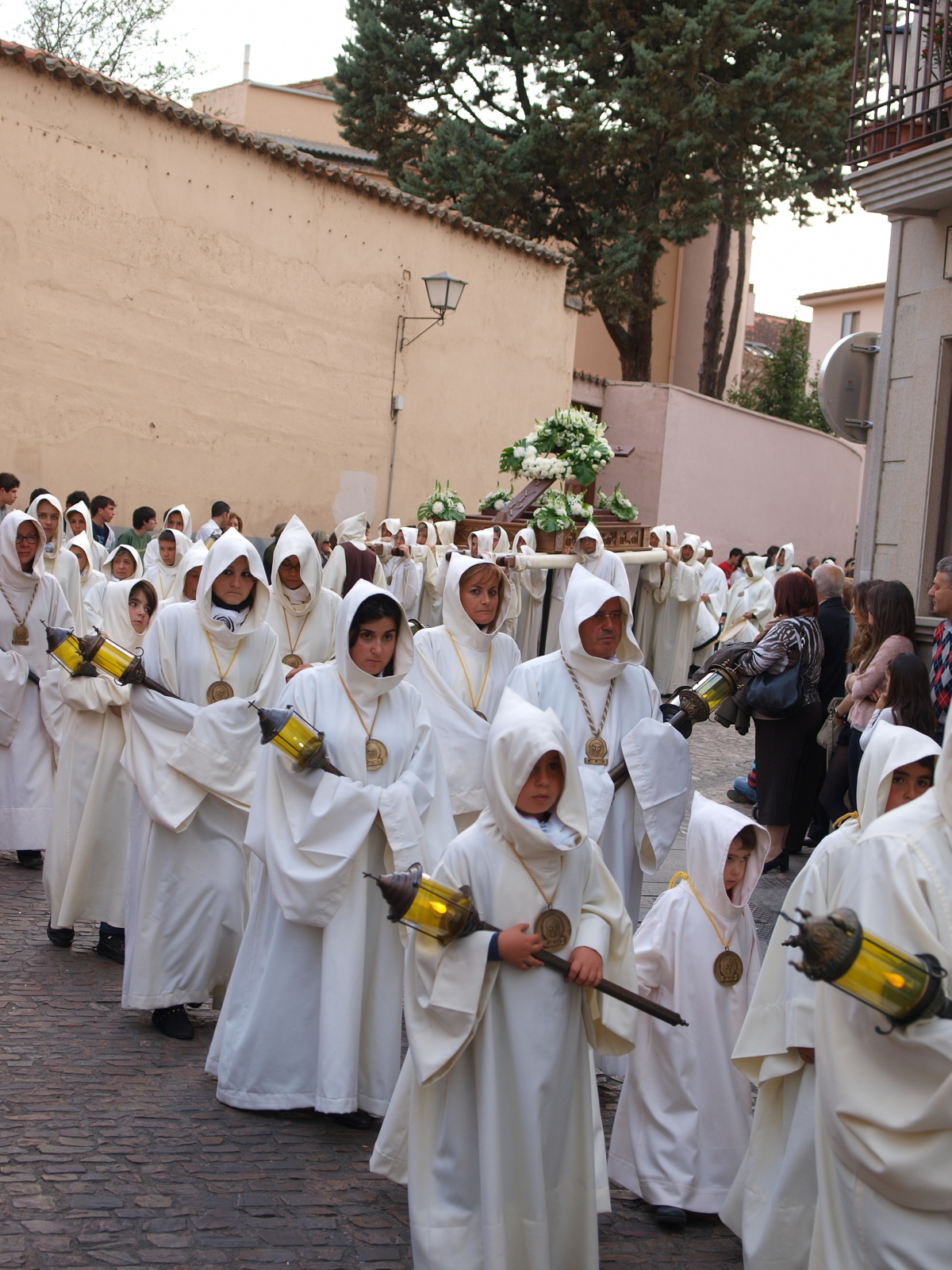
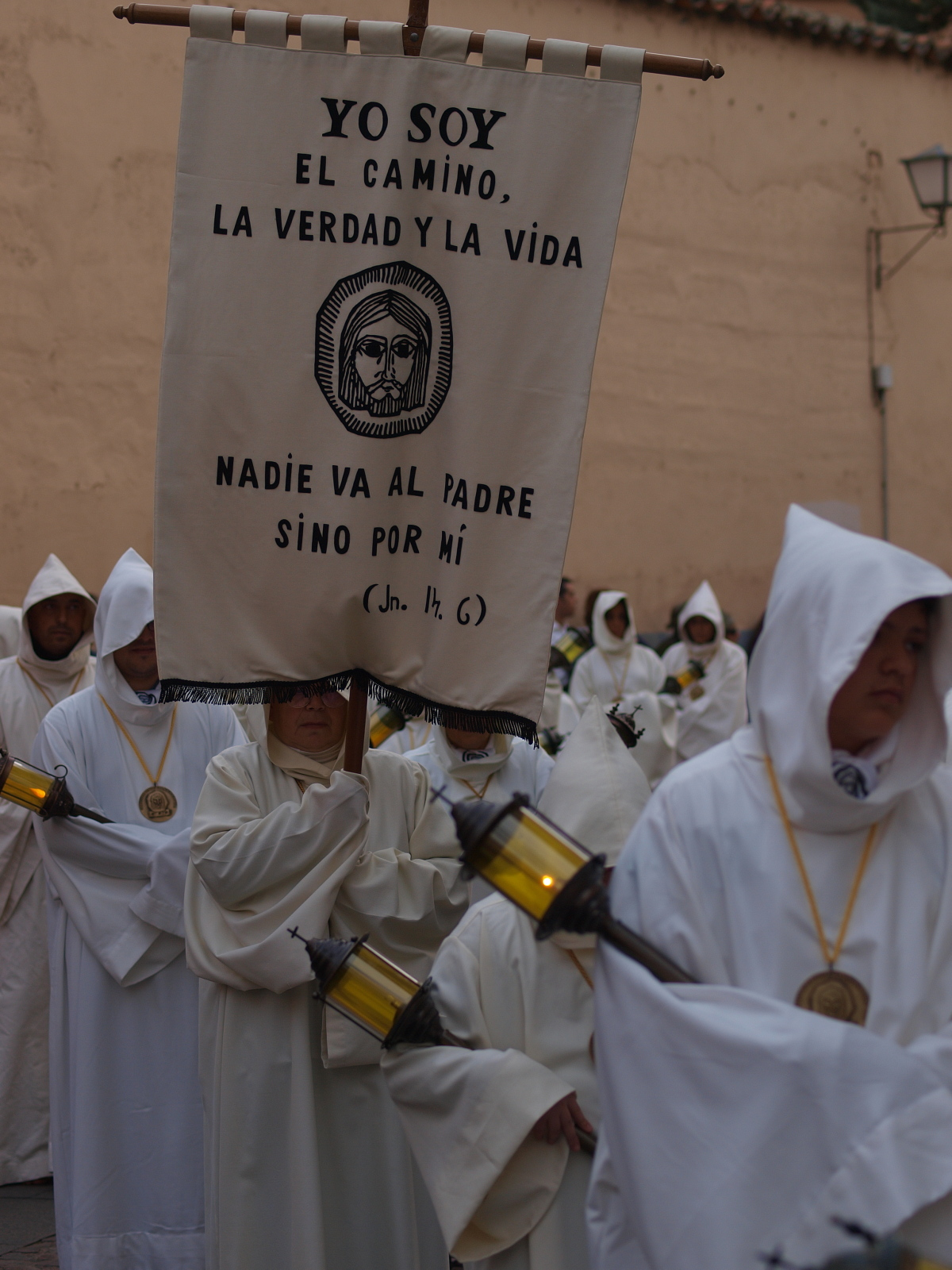
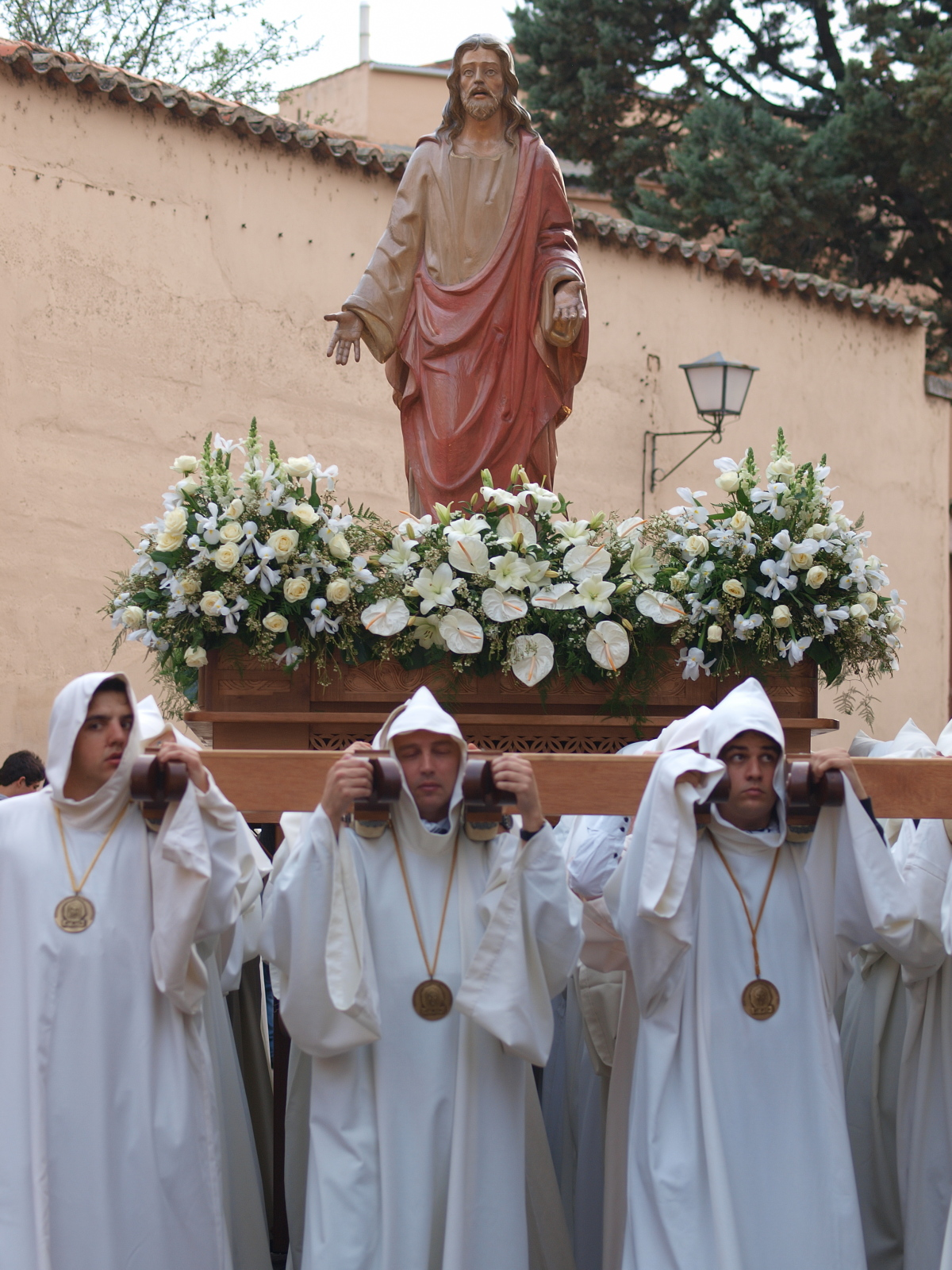
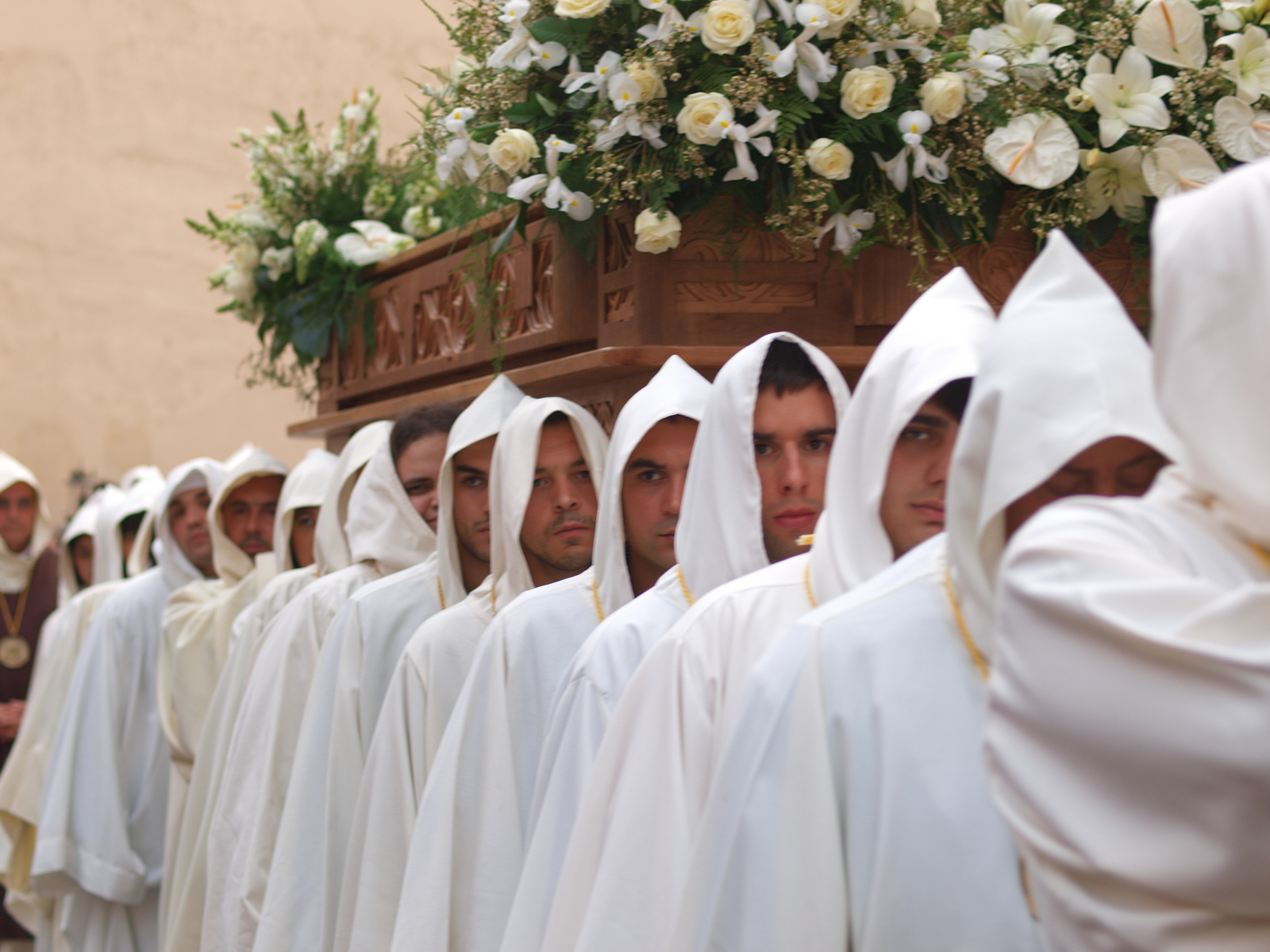
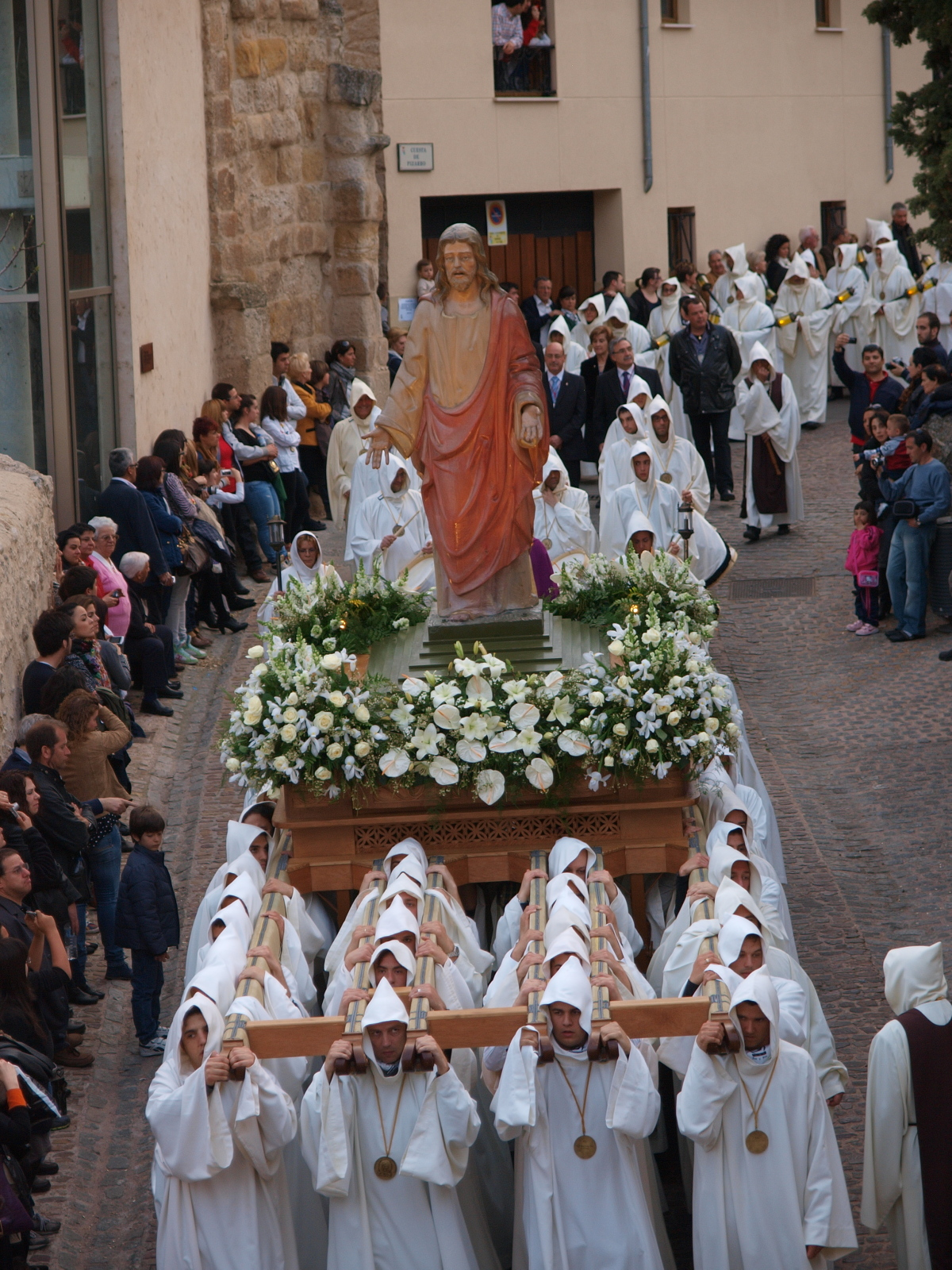
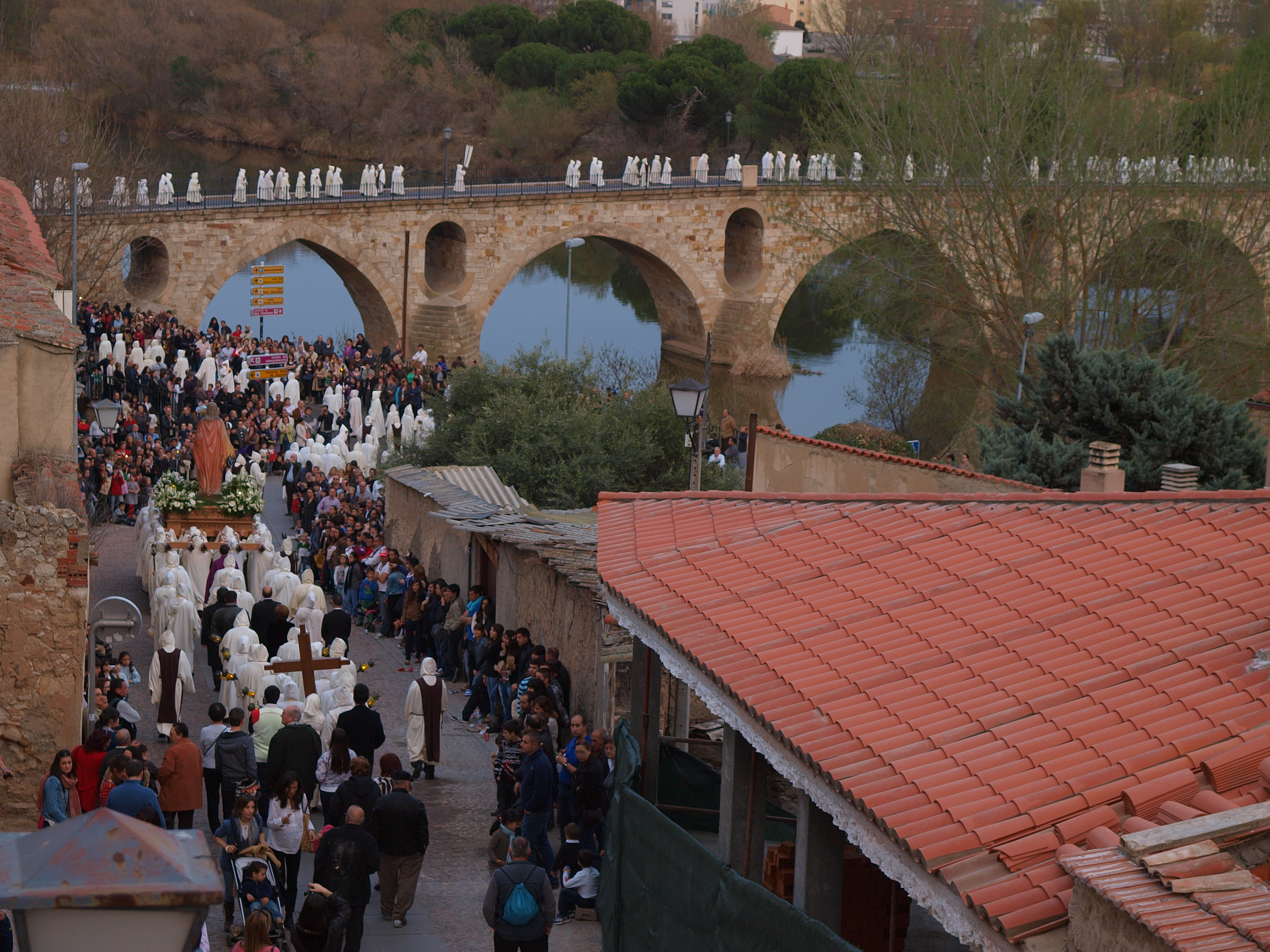